# Ommatius unguiculatus
Ommatius unguiculatus là một loài ruồi trong họ Asilidae. Ommatius unguiculatus được Scarbrough miêu tả năm 2002. Loài này phân bố ở vùng Tân nhiệt đới.